# Domenico da Cortona
Domenico da Cortona (* um 1465; † um 1549, auch Boccador genannt) war ein italienischer Architekt und Schüler von Giuliano da Sangallo. Karl VII. holte ihn nach Frankreich, wo er auch in Diensten von Franz I. stand. Seine Entwürfe des Renaissanceschlosses Chambord existierten als Holzmodell bis ins 17. Jahrhundert, wobei auch Leonardo da Vinci als Ideengeber in Frage kommt, zumal dieser am königlichen Hof in Amboise lebte. Die bauliche Ausführung stand unter Leitung von Pierre Nepveu und den Brüder Denis und Jacques Sourdeau.
Domenico da Cortona selbst lebte in Blois, nahe Chambord. So soll er im April 1518 Festlichkeiten anlässlich der Geburt des Dauphin organisiert haben. Außerdem leitete er die Errichtung militärischer Bauarbeiten an den Schlössern von Tournai and Ardres.
Auch wird er in Zusammenhang der Errichtung der Kirche Saint-Eustache in Paris gebracht, was aber auch anderen Baumeistern zugeschrieben wird. Das Rathaus von Paris, welches am 24. Mai 1871 zerstört wurde, trug die Inschrift Domenico Cortonensi architectante.
Eine maßgebliche Biographie in französischer Sprache  ist P. Lesueur, Dominique de Cortone dit Boccador (Paris) 1928.